# خلفه‌لر (شابران)
خلفه‌لر (به لاتین: Xəlfələr) یک منطقه مسکونی در جمهوری آذربایجان است که در شهرستان شابران واقع شده است. خلفه‌لر ۴۰۰ نفر جمعیت دارد.